# Cyrano de Bergerac (film din 1950)
Cyrano de Bergerac este un film de capă și spadă regizat de Michael Gordon[*] după un scenariu de Carl Foreman[*] bazat pe piesa de teatru omonimă⁠(en)[traduceți] de Edmond Rostand. Este prima ecranizare în engleză a acestei piese de teatru. În rolurile principale au interpretat actorii José Ferrer, Mala Powers și William Prince.
A fost produs de studiourile Stanley Kramer Productions și a avut premiera la 16 noiembrie 1950, fiind distribuit de United Artists. Coloana sonoră a fost compusă de Dimitri Tiomkin. Cheltuielile de producție s-au ridicat la 1,1 milioane și a avut încasări de 1,9 milioane în SUA (ambele sume în dolari americani).

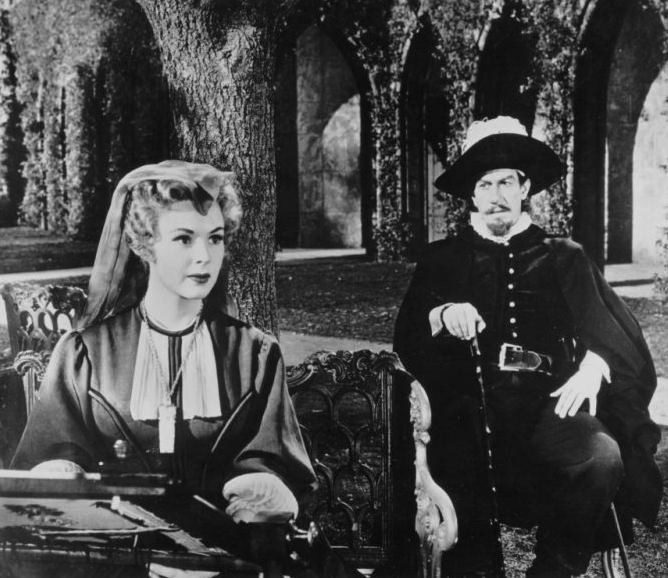

Este în domeniul public din anii 1980.
José Ferrer, pentru rolul titular, a primit Premiul Oscar pentru cel mai bun actor.

## Distribuție
Au interpretat actorii:
- José Ferrer - Cyrano de Bergerac
- Mala Powers - Roxane
- William Prince - Christian de Neuvillette
- Morris Carnovsky - Le Bret
- Ralph Clanton - Antoine, Conte de Guiche
- Lloyd Corrigan - Ragueneau
- Virginia Farmer - Roxane's duenna
- Edgar Barrier - Cardinal Richelieu
- Elena Verdugo - the Orange Girl
- Albert Cavens - the Viscount de Valvert
- Arthur Blake - Montfleury
- Don Beddoe - The Meddler
- Percy Helton - Bellerose
- Francis Pierlot - Monk